# Еліас Теллес
Еліас Мігель Тревізан Теллес (порт.-браз. Elias Miguel Trevizan Telles; нар. 20 серпня 1998, Нова-Прата, Ріу-Гранді-ду-Сул, Бразилія) — бразильський футболіст, опорний півзахисник ковалівського «Колоса».

## Життєпис
Народився в місті Нова-Прата, штат Ріу-Гранді-ду-Сул. Вихованець академій «Інтернасьйоналя» та «Фігейренсе». У складі останнього з вище вказаних клубів дебютував на дорослому рівні 17 січня 2019 року в переможному (1:0) домашньому поєдинку 1-го туру Ліги Катаріненсе проти «Крісіуми». Еліас вийшов на поле на 71-й хвилині замість Юрі. У Лізі Катаріненсе зіграв 5 матчів, ще 13 матчів провів у кубку Катаріненсе. Потім виступав за «Потігуар» у Лізі Потігуар. 11 серпня 2021 року уклав договір з «Веранополісом». Першим голом за нову команду відзначився 19 вересня 2021 року на 83-й хвилині програного (2:3) виїзного поєдинку 1-го раунду групи А другого дивізіону Ліги Гаушу проти «Глорії». Еліас вийшов на поле в стартовому складі та відіграв увесь матч, а на 45+4-й хвилині отримав жовту картку. У складі «Веранополіса» відзначився 1-м голом у 14-ти матчах Ліги Гаушу. Потім грав за «Кастаньяль» в Лізі Паранаенсе. Дебютував за нову команду в Серії D 17 квітня 2022 року в переможному (3:0) домашнього поєдинку 1-го туру проти «Мото Клуб». Еліас вийшов на поле в стартовому складі та відіграв увесь матч. Першим голом у Серії D відзначився 4 червня 2022 року на 45+8-й хвилині переможного (2:1) поєдинку 8-го туру 2-ї групи Серії D проти «Токантінополіса». Еліас вийшов на поле в стартовому складі, а на 61-й хвилині його замінив Родріго Самуел. У складі «Кастаньяля» провів 9 матчів у Лізі Катаріненсе та 9 поєдинків (1 гол) у бразильській Серії D. Після цього грав за бразильські клуби «Пелотас», «Марсіліо Діас», «Уберландія», «Марілія» та «Авеніда».
На початку липня 2024 року вільним агентом перейшов до «Примор'є». Дебютував за нову команду 19 липня 2024 року в програному (0:2) виїзному поєдинку 1-го туру Першої ліги Словенії проти люблянської «Олімпії». Еліас вийшов на поле в стартовому складі, а на 84-й хвилині його замінив Тарік Чандич. З липня 2024 року по лютий 2025 року провів 19 матчів.
28 лютого 2025 року підписав 2,5-річний контракт з «Колосом», де отримав футболку з 55-м ігровим номером. За даними інтернет-порталу Transfermarkt сума відступних склала 50 000 євро.